# Parco regionale urbano del Pineto
Il Parco regionale urbano del Pineto è un parco cittadino e area naturale protetta, Con un’estensione di circa 240 ettari, è il secondo parco per grandezza a Roma, dopo il Parco regionale dell’Appia Antica. Si trova nel quadrante nord-occidentale della città e rientra nell’area di competenza dei Municipi Roma XIV e XIII. 

## Descrizione
Il parco è diviso in più zone:

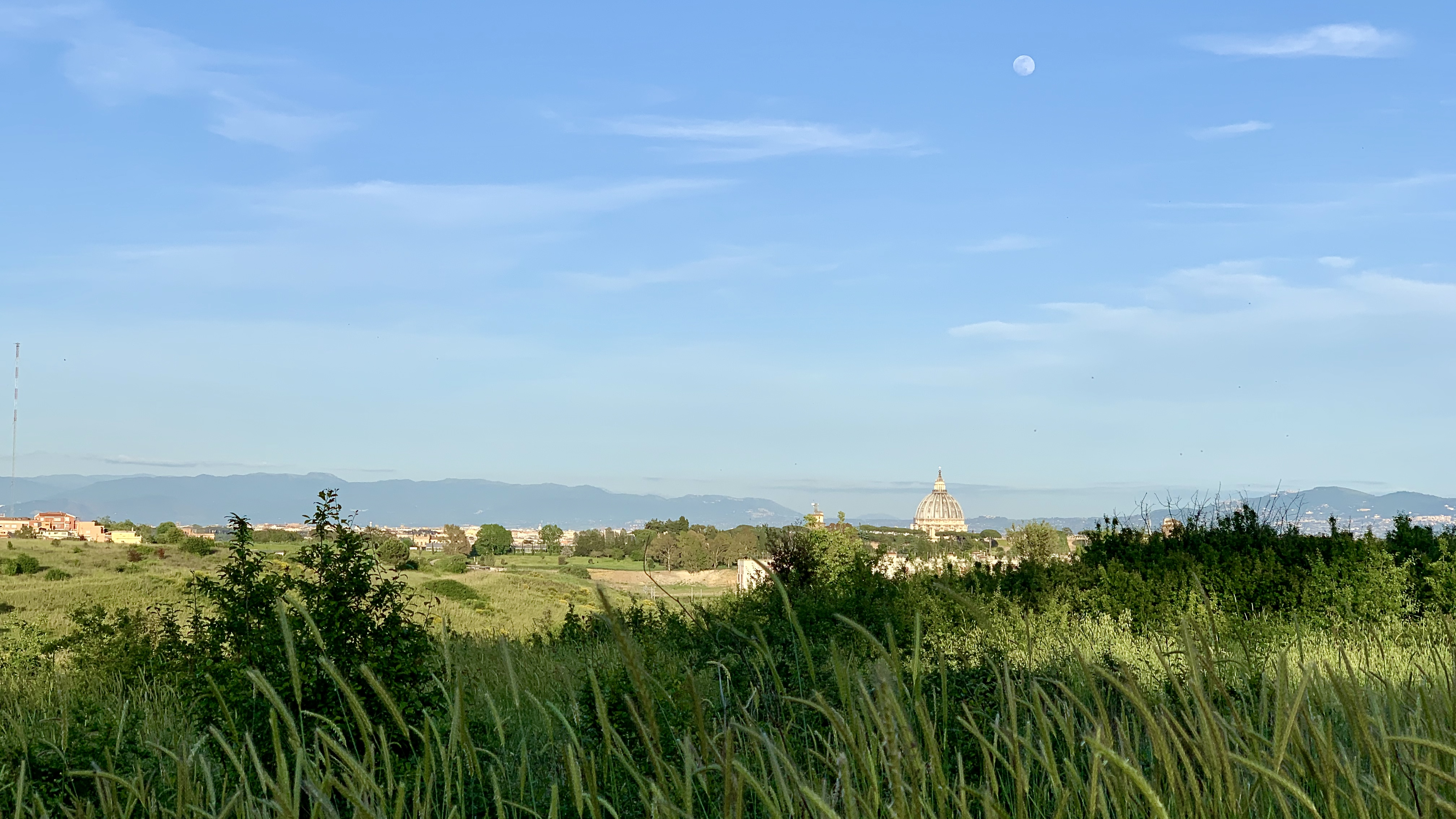
Panorama di Roma visibile dal Pineto

- Pineta Sacchetti, pianeggiante con centinaia di piante di pino domestico alte fino a 30 metri;
- Valle dell'Inferno, estesa valle che si espande a est fino a Monte Ciocci mentre a nord fino al Parco delle Mimose;
- Parco attrezzato sopra la Valle dell’Inferno, tra Balduina centrale e Columbus di Balduina.
- Pianoro di Proba Petronia, Parco pubblico attrezzato, situato a Balduina Bassa.

Vi sono censiti circa 650 specie di piante ed oltre 70 di uccelli.
Domina la macchia mediterranea con alcune zone di sughereta. Si trovano erica arborea, cisto, lentisco, mirto e corbezzolo. Si possono incontrare cinghiali, volpi, moscardini, topi selvatici, bisce dal collare e rane.

## Storia

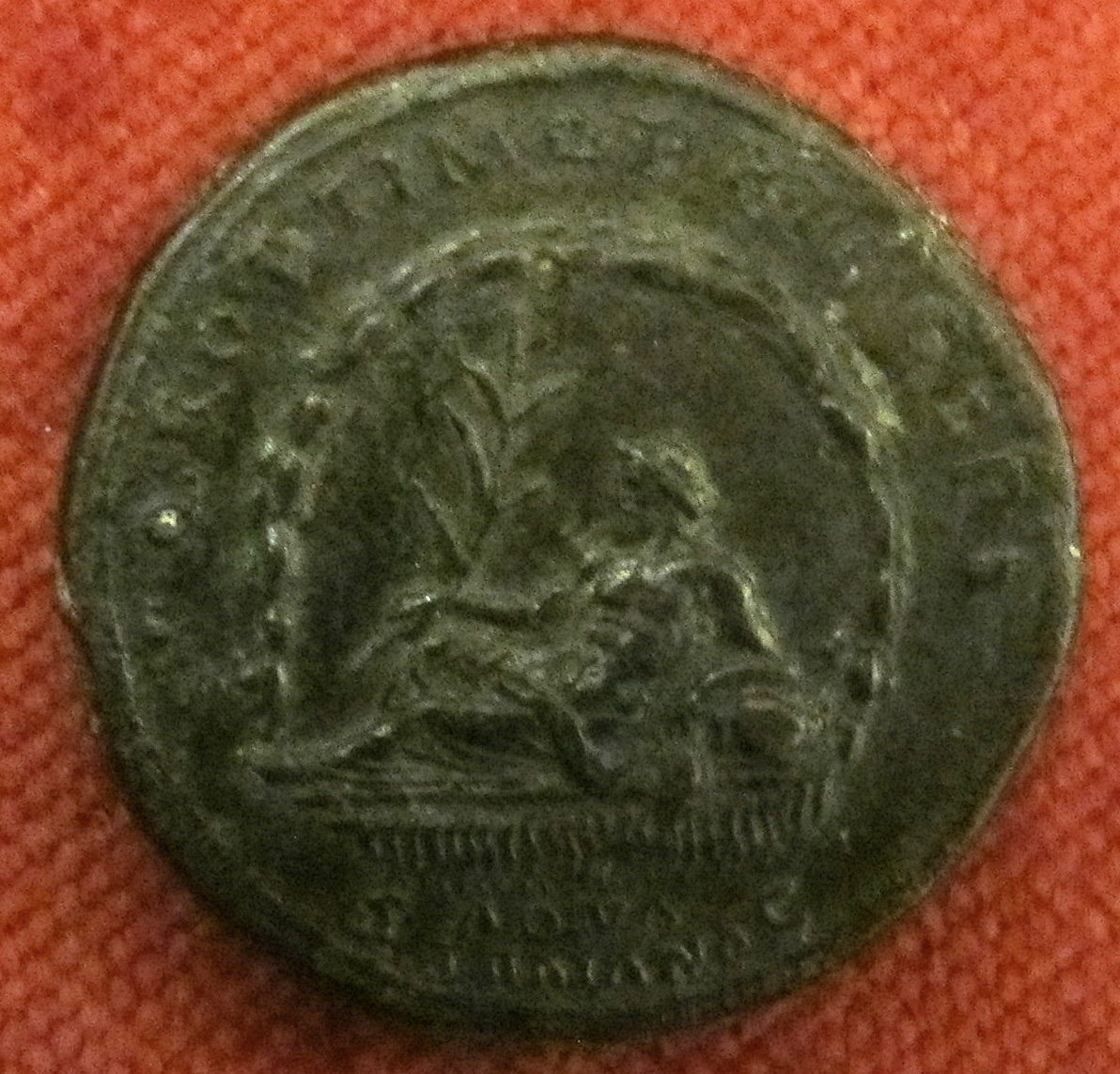
Sesterzio di Traiano (109 d.C.) emesso per celebrare la costruzione dell’Acquedotto Traiano, poi riutilizzato come Acquedotto dell’Acqua Paola

Il territorio del Parco del Pineto custodisce tracce di frequentazione già in età romana, qui correva infatti l’acquedotto Traiano, costruito nel 109 d.C. e riutilizzato nel XVII secolo per volontà di papa Paolo V, dando vita all’Acquedotto dell’Acqua Paola, che ancora oggi alimenta il celebre Fontanone del Gianicolo.
Durante il XVII secolo l’area, inizialmente appartenuta alla famiglia di Papa Pio V, passò nel 1598 alla potente famiglia Sacchetti che vi creò una vasta tenuta di campagna. Per volontà del cardinale Giulio Cesare Sacchetti fu realizzata Villa del Pigneto, progettata da Pietro da Cortona, celebrata da viaggiatori e artisti dell’epoca ma oggi completamente perduta; restano solo incisioni e testimonianze iconografiche, come quella di Giuseppe Vasi del 1760.

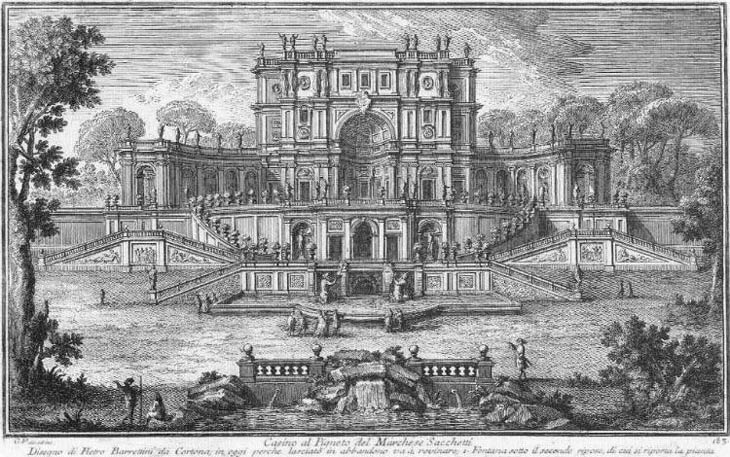
Casino al Pigneto del Marchese Sacchetti, incisione di Giuseppe Vasi (1760). Si noti che all'epoca la villa era già avviata alla sua decadenza, ma l'autore abbia preferito raffigurarla nella sua condizione originaria.

Nell’Ottocento la zona fu utilizzata come tenuta di caccia dai Sacchetti, fino alla vendita, nel 1861, al principe Alessandro Torlonia.
Nel XX secolo il quartiere circostante conobbe un rapido sviluppo edilizio. Già nel 1920 una convenzione urbanistica tra il Comune di Roma e l’ingegnere Carlo Pomilio avviò la costruzione dei primi villini nella zona di Balduina, all’epoca esterna al Piano Regolatore del 1909.
Nel 1956 i Torlonia cedettero gran parte dei terreni alla SEP (Società Edilizia Pineto), partecipata dalla stessa famiglia e dalla Società generale immobiliare, che promosse la costruzione della cosiddetta zona Columbus di Balduina, durante gli anni del boom economico. Tuttavia, i progetti più invasivi furono bloccati dai vincoli posti dal Ministero dei Beni Culturali e dal Comune di Roma.
Nei primi anni ottanta il parco fu definitivamente espropriato e destinato a uso pubblico, divenendo oasi naturalistica e luogo di memoria storica. Dei due casali rurali rimasti nella parte settentrionale, uno è oggi abbandonato mentre l’altro è stato restaurato e adibito a biblioteca comunale.

## Cultura

### Luoghi di interesse
- Chiesa di Gesù Divino Maestro, esempio significativo di architettura modernista situata nel quartiere Balduina di Roma. Progettata dall’architetto Carlo Bevilacqua, fu costruita tra il 1954 e il 1958.
- Forte Braschi, Edificato a partire dal 1877 e completato nel 1881, su una superficie di 8,2 ettari lungo via della Pineta Sacchetti, il terreno su cui sorge era di proprietà del cardinale Braschi, da cui deriva il nome. Attualmente ospita i Servizi Segreti Italiani.
- Casale del Giannotto,casale settecentesco restaurato che oggi ospita la Biblioteca Casa del Parco e spazi culturali.

### Letteratura
Gabriele D'Annunzio cita la Pineta Sacchetti nella sua opera La Leda senza cigno, del 1916:
"...Rivedo, più oltre, la Pineta Sacchetti, simile a un colonnato chiomoso, ove tra l’erba fioriva il porrazzo che è l’asfodelo dell’Agro, per me inespugnabile come quello dell’Ade..."
Secondo una tradizione orale, nella primavera del 1920 l'artista fu ospite dei principi Torlonia alla Pineta Sacchetti, presso il Casale del Giannotto, l’attuale biblioteca municipale. Una nutrita folla di ammiratori si radunò sotto le finestre del Casale, chiedendo al Poeta di affacciarsi per un saluto. D’Annunzio salì sul balcone che dà verso la Basilica di San Pietro e si mise a declamare alcuni suoi versi tra gli applausi della gente.
Di sicuro c’è la presenza di Gabriele D’Annunzio tra i partecipanti all'incontro, nel febbraio 1897, dalla Società Romana della Caccia alla volpe. Su un taccuino egli annota:
"La caccia. Meet alla Pineta Sacchetti fuori Porta Cavalleggeri. … si sale per la via Aurelia, fiancheggiata da fornaci e con le sue osterie chiassose, frequentate da carrettieri arrochiti dal vino. Ecco la pineta. È su un terrapieno erboso, circondato d’una siepe secca. Gli alberi sono tutti eguali, allineati, come eletti per un rito, inviolabili.... A sinistra, la prateria smaltata di margherite, il gran soffio della libertà nel deserto... La campagna è accidentata, con avvallamenti e alture, interrotta da macchie basse... Nel lontano l’orizzonte è occupato dalla grande cupola, dalla pineta regolare come un portico bruno, da Monte Mario con i suoi cipressi, dalle cime nevose remote. Tutto è limpido. Un sentimento di gioia e di possanza quieta domina su la campagna divina. A tratti la cupola emerge dal portico dei pini. Roma giace in fondo biancastra, mite e ridente …“.

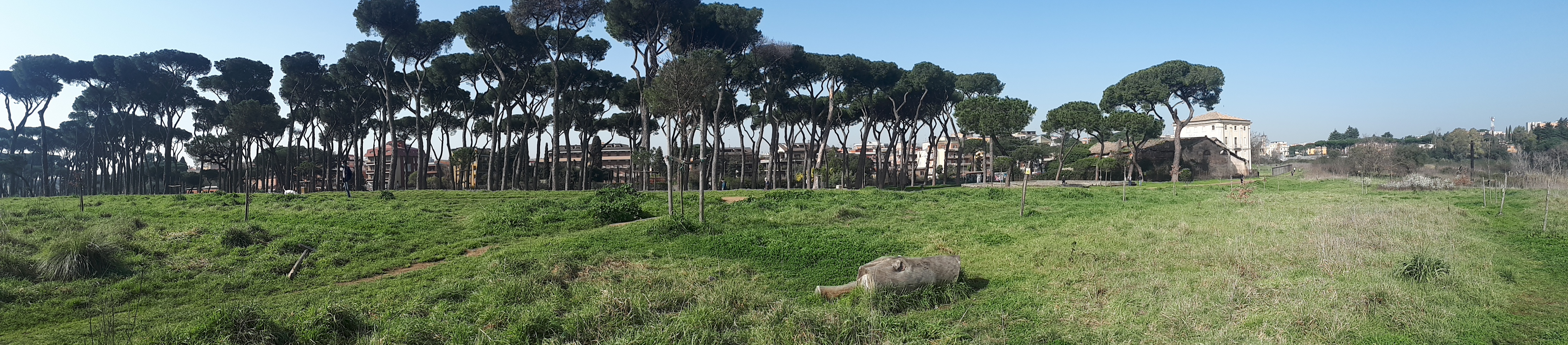
Veduta panoramica della Pineta Sacchetti